# Riley (Vorname)
Riley ist ein im englischsprachigen Raum häufiger verwendeter männlicher und weiblicher Vorname.

## Herkunft und Bedeutung
Riley ist ein Familienname, der in der Neuzeit als Vorname verwendet wird. Der Familienname Riley kann sich einerseits vom irischen Nachnamen Ó Raghallaigh oder O’Reilly herleiten. Eine Quelle gibt seine Bedeutung als „mutig“ an. Andererseits kann der Name Riley von mehreren englischen Ortschaften abgeleitet sein. Deren Name lässt sich als ryge-leah („Roggen-Lichtung“) deuten.

## Verbreitung
Der Name ist in seinen verschiedenen Schreibweisen in den Vereinigten Staaten für beide Geschlechter beliebt. Riley war auf Platz 109 der beliebtesten Jungennamen der Vereinigten Staaten 2007 und auf Platz 52 der weiblichen Vornamen. In Neuseeland rangierte im Jahr 2007 unter den 10 beliebtesten Jungennamen und in Australien im Jahr 2008.

## Namensträger
- Riley Armstrong (* 1984), kanadischer Hockeyspieler
- Riley Cote (* 1982), kanadischer Eishockeyspieler und -trainer
- Riley B. King (1925–2015), auch bekannt als B. B. King, US-amerikanischer Bluessänger und -gitarrist
- Riley O’Neill (* 1985), kanadischer Fußballspieler
- Riley Odoms (* 1950), US-amerikanischer American-Football-Spieler
- Riley Puckett (1894–1946), US-amerikanischer Musiker
- Riley Mulherkar (* um 1990), US-amerikanischer Jazzmusiker
- Riley Seger (* 1997), kanadischer Skirennläufer
- Riley Sheahan (* 1991), kanadischer Eishockeyspieler
- Riley Smith (* 1978), US-amerikanischer Schauspieler
- Riley J. Wilson (1871–1946), US-amerikanischer Politiker

## Namensträgerinnen
- Riley Day (* 2000), australische Sprinterin
- Riley Reid (* 1991), US-amerikanische Pornodarstellerin
- Riley Keough (* 1989), US-amerikanisches Model
- Riley Steele (* 1987), US-amerikanische Pornodarstellerin
- Riley Voelkel (* 1990), US-amerikanisch-kanadische Schauspielerin